# Вишивка (геральдика)

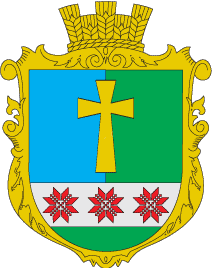
Герб Мокляків

Вишивка в геральдиці — це використання мотивів, візерунків або символів, характерних для традиційної вишивки, у геральдичних композиціях. Хоча вишивка як мистецтво рідко безпосередньо пов’язана з класичною геральдикою, її орнаменти та символіка дедалі частіше знаходять відображення в сучасних гербах, особливо в регіонах із багатою традицією рукоділля.

## Історія
Геральдика як система символів виникла в середньовічній Європі, де основними елементами були геометричні фігури, тварини та предмети побуту чи війни. Вишивка, що асоціюється переважно з декоративним мистецтвом, не мала прямого впливу на ранню геральдику. Проте з часом, особливо в XIX–XX століттях, у процесі відродження національних традицій, елементи народної культури, включно з вишивкою, почали проникати в геральдичні дизайни. Це стало помітним у країнах Східної Європи та Скандинавії, де вишивальні орнаменти використовувалися для підкреслення місцевої ідентичності.

## Символіка
Вишивка в геральдиці може символізувати майстерність, спадщину, єдність або захист. Геометричні візерунки (ромби, хрести, зигзаги) часто інтерпретуються як обереги чи знаки родючості, що перегукується з традиційними значеннями в народному мистецтві. Наприклад, сітчасті орнаменти, схожі на геральдичну фігуру «плетиво», можуть символізувати зв’язок поколінь або міцність громади.

## Вишивка в геральдиці України
В українській геральдиці вишивка як елемент дизайну не була характерною для традиційних середньовічних гербів, що формувалися під впливом польсько-литовської чи козацької символіки. Проте з кінця XIX століття, у період національного відродження, мотиви вишивки почали з’являтися в гербах громад, товариств і навіть окремих родин. Геометричні орнаменти, такі як ромби, хрести чи «безконечники», що типові для української вишивки, стали джерелом натхнення для сучасних геральдистів. Останнім часом таких гербів стало забагато — їх використовують як там, де це доречно підкреслює місцеву традицію, так і там, де це виглядає штучно чи надмірно декоративно, що викликає критику серед фахівців за втрату геральдичної строгості.
У XX–XXI століттях вишивка набула особливого значення в контексті створення муніципальних гербів. Буквально по всій Україні можна знайти стилізовані вишивальні візерунки, які відображають місцевий колорит і традиції. Хоча прямий зв’язок із класичними геральдичними фігурами, такими як «плетиво», відсутній, схожість вишивальних сітчастих орнаментів із переплетеними смугами дозволяє припустити потенційну адаптацію таких мотивів у геральдиці. Умовно ці елементи можна пов’язати з поняттям «плетиво», що підкреслює майстерність і культурну спадщину.
Особливе місце в українській геральдиці посідає мотив вишитого (тканого) рушника — символу гостинності, обряду та захисту. У сучасних гербах зображення рушника часто доповнюється образом Покрови Пресвятої Богородиці, яка тримає або стоїть із вишитим рушником. Покрова, відома як козацький символ і втілення захисту, підкреслює духовний зв’язок із традиціями козацької доби, поєднуючи релігійне значення з народним мистецтвом вишивки. 
Сьогодні вишивка в українській геральдиці часто слугує не лише декоративним, а й ідентифікаційним елементом, що вирізняє герби на тлі стандартизованих європейських традицій.

## У світі
- У скандинавській геральдиці (зокрема в Норвегії) вишивальні мотиви з’являються в гербах громад, пов’язаних із текстильною традицією.
- У країнах Балтії (Литва, Латвія, Естонія) ромбоподібні орнаменти вишивки інтегруються в муніципальні герби як символи родючості.

## Приклади

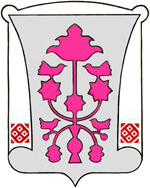
Герб Обухова
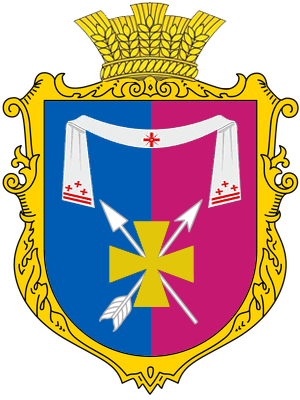
Кролевецький рушник на гербі села Покровське
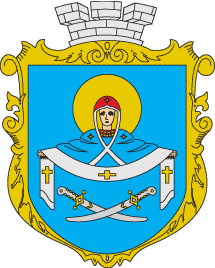
Покровське — Покрова з рушником
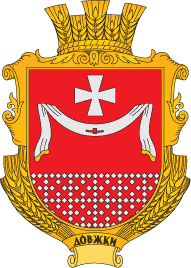
Довжки — вишивка і вишитий рушник
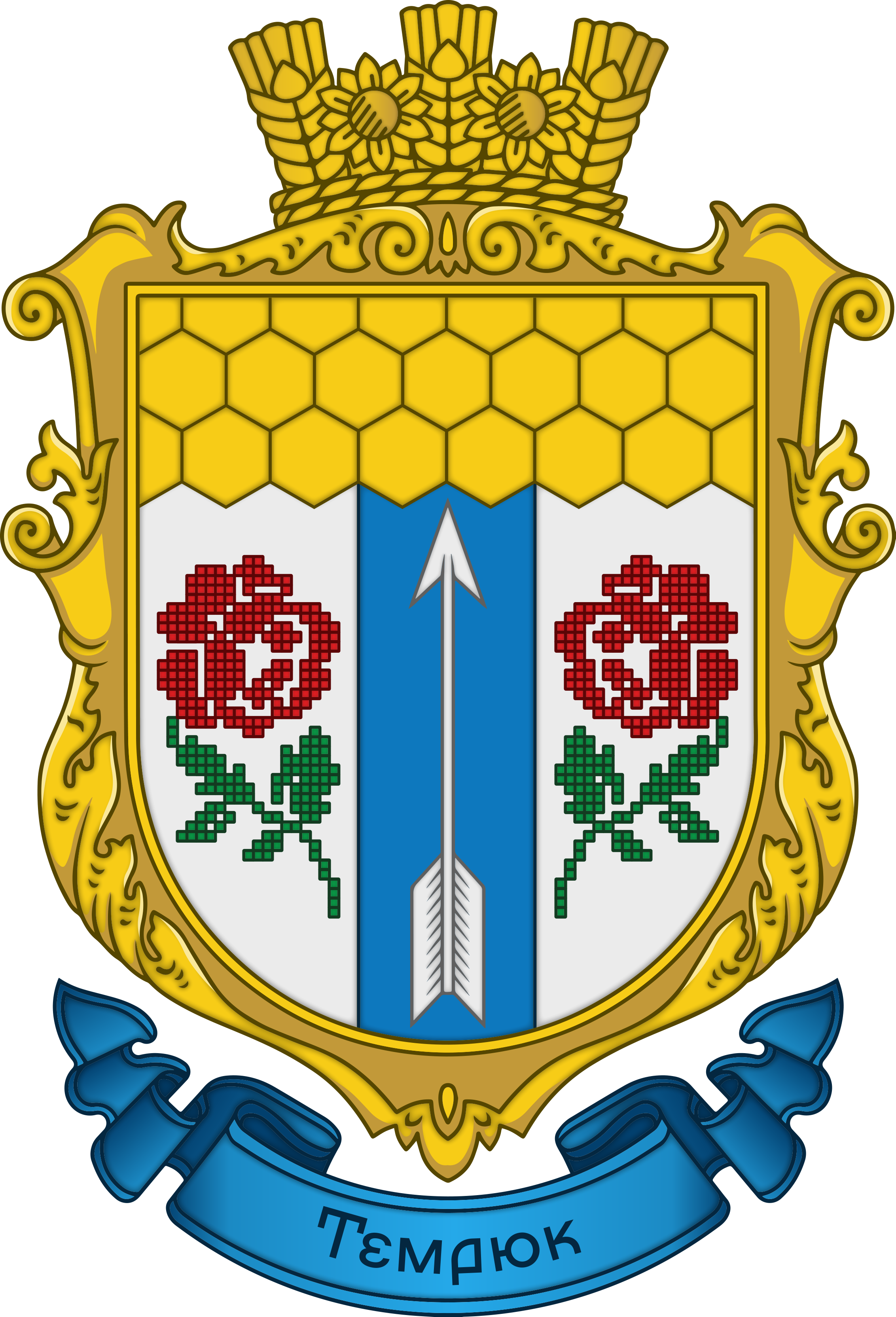
Проєкт герба села Темрюк
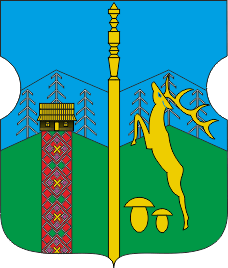
Вишків
Пролісне
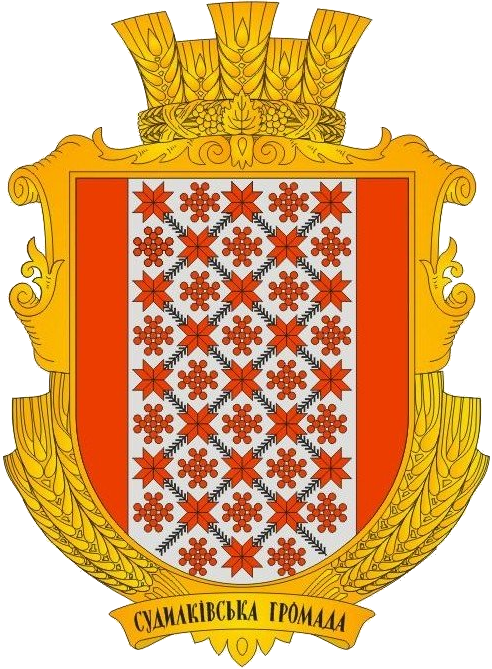
Судилківська сільська громада